# عادل محمود (مغني)
عادل محمود (3 مارس 1979 -) مغني بحريني.

## السيرة الذاتية
هو عادل محمود عبد الله ولد في 3 مارس 1979 في البحرين، درس في جامعة البحرين قسم الإعلام والعلاقات العامة. متزوج ولديه توأم (محمد وعبد الله).

## السيرة الفنية
كانت بدايته في الغناء كأي فنان آخر من خلال المدرسة في أواخر المرحلة الثانوية من خلال أستاذ الموسيقى عادل خليفة الذي عرفه على الدكتور محمد عبد الهادي المسؤول عن الانشطة الجامعية ، وفي عام 1997 بدأ نشاطه الفني الفعلي من خلال حفلات الجامعة حيث شارك في جميع الفعاليات الجامعية الفنية حتى لقب بمطرب الجامعة.
في عام 1999 أحرز المركز الرابع على مستوى الوطن العربي من خلال مشاركته في مهرجان دبي للتسوق، حيث كانت هذه أولى المشاركات على المستوى الإقليمي، وشارك بعد ذلك في مهرجان فني على مستوى الجامعات العربية في جمهورية مصر العربية ممثلا لجامعة البحرين وحقق فيه المركز الأول، مما زاد من رصيده في عالم الفن والغناء، وبدأ نجمه يسطع أكثر.
في عام 2002 شارك عادل في مهرجان الأغنية العربية في الأردن وقدم فيه أغنية من أغاني ألبومه الجديد في إطار الحملة الترويجية للألبوم، حيث حظيت المشاركة هذه بانتشار واسع.
في عام 2003 صدر أول ألبوم لعادل محمود منها: «البداية» و «كلي معك» و «قصة جديدة»، وكان ألبوم «البداية» هو أول البوم رسمي للفنان عادل وهو من إنتاج شركة روتانا
بعدها انشغل كمسؤول موسيقي في وزارة الإعلام.. في عام 2006 صدر ألبومه الثاني ومن بعدها نشطت جداً وشاركت في العديد من البرامج
بعد عام 2008 قل نشاطه لأسباب كثيرة خصوصا إن وسائل الإعلام في البحرين قليلة ولا يوجد تشجيع كبير للغناء والدليل ندرة الفنانين البحرينيين 
شارك في العديد من الحفلات الغنائية والمهرجانات في مملكة البحرين وخارجها. وأقام العديد من الاحتفالات الوطنية و«الأوبريتات» منها أوبريت «تحية لبو سلمان» وهو من ألحان الموسيقار البحريني الفنان خالد الشيخ.
قدم العديد من الأغاني الوطنية المصورة التي يترنم فيها عن مملكة البحرين، وأقام حفلات فنية وطنية منها حفلة «دندنة البحرين» بمشاركة فنان العرب محمد عبده

## الألبومات الرسمية
| الألبوم | العام     | المنتج            |
| ------- | --------- | ----------------- |
| 2003    | البداية   | روتانا            |
| 2006    | كلي معك   | أونو              |
| 2010    | قصة جديدة | بلاتينيوم ريكوردز |

## أغاني مصورة
| الأغنية                | المخرج      | المنتج            | العام |
| ---------------------- | ----------- | ----------------- | ----- |
| نسيتونا                | جابر الحربي | روتانا            | 2003  |
| يا سعادتنا             | جابر الحربي | روتانا            | 2003  |
| نسيتونا                | كميل طانيوس | روتانا            | 2005  |
| الغالي يعود            | عادل سرحان  | أونو              | 2006  |
| الحب يكبر مع منى أمرشا | رندلى قديح  | بلاتينيوم ريكوردز | 2008  |
| ابحكيلك                | رندلى قديح  | بلاتينيوم ريكوردز | 2009  |
| في خاطري شي            | حسن جابر    | بلاتينيوم ريكوردز | 2010  |
| شوق الإمارات مع هزاع   | أروى القاضي | أغاني             | 2012  |

## أغاني مسلسلات وأفلام
- 2017 : حياة ثانية (مسلسل)
- 2017 : صحوة (فيلم)
- 2011 : قصة هوانا (مسلسل)
- 2011 : كثر الحواجز الحب المستحيل (مسلسل)
- 2008 : ملامح بشر (مسلسل)
- 2007 : مرت الأيام عيون من زجاج (مسلسل)

## وصلات خارجية
- موقع توتر الموثق للفنان عادل محمود